# Werie Lehe (woreda)
 (juillet 2017).
Si vous disposez d'ouvrages ou d'articles de référence ou si vous connaissez des sites web de qualité traitant du thème abordé ici, merci de compléter l'article en donnant les références utiles à sa vérifiabilité et en les liant à la section « Notes et références ».
Werie Lehe (en Tigrigna: ወርዒ ለኸ ) est l'un des 36 woredas de la région du Tigré, en Éthiopie.
Il se situe à une altitude de 1 865 mètres. Son aire équivaut à 1 210 km2.
D'après le recensement national effectué par l'Agence centrale de la statistique en 2015, sa population est estimée à 182 937 habitants.